# Mouvement citoyen pour l'Algérie
Le Mouvement Citoyen pour l'Algérie (MCA) est un groupe de réflexion fondé le 1er mai 2019 par Farid Dms Debah à la suite du soulèvement populaire algérien (communément appelé Hirak ou révolution du sourire) pour protester contre le cinquième mandat de l'ancien président Abdelaziz Bouteflika.

## Histoire
Le Mouvement Citoyen pour l'Algérie (MCA) est un mouvement politique algérien qui a été créé en 2019, dans le contexte des manifestations de grande ampleur qui ont secoué le pays.
En effet, en février 2019, de nombreuses personnes sont descendues dans la rue pour protester contre le gouvernement en place et demander un changement radical dans la gestion du pays. Ces manifestations, qui ont été surnommées "Hirak", ont rassemblé des millions de personnes dans tout le pays.
C'est dans ce contexte que le Mouvement Citoyen pour l'Algérie a été créé. Il a été fondé par un groupe de citoyens algériens, issus de différents milieux sociaux et professionnels, qui ont décidé de s'engager pour le changement politique dans le pays.
Le MCA a pour objectif de promouvoir une culture citoyenne, de renforcer la participation des Algériens à la vie politique et de lutter contre la corruption. Le mouvement se positionne comme étant indépendant de tout parti politique et se veut être le reflet des aspirations des citoyens algériens.